# エビバディ☆ヒーリングッデイ!
「エビバディ☆ヒーリングッデイ！」は、宮本佳那子のシングル。2020年9月9日にマーベラスから発売された。

## 概要
テレビアニメ『ヒーリングっど♥プリキュア』の後期エンディングテーマを収録したシングル。今回はシリーズに長らく携わっている宮本佳那子が歌唱を担当している。カップリング曲にはオープニングテーマ担当の北川理恵、前期エンディングテーマ担当のMachico、そして宮本の3人によるイメージソングを収録。
前作同様DVD付属盤と通常盤の2種類が発売されており、DVD付属盤には後期のオープニングとエンディングのノンテロップムービー、エンディングダンスのレッスンムービーが収録されている。エンディングダンスの振り付けは前期エンディングテーマに続いてCRE8BOYが担当している。また、初回限定封入特典として、いずれの盤にもジャケットサイズ・ステッカーが同梱される。CDジャケットには4人のプリキュアが描かれている。

## 収録曲
1. エビバディ☆ヒーリングッデイ！
歌：宮本佳那子
作詞：藤本記子、作曲：ANDW、編曲：立山秋航
  - 朝日放送テレビ・テレビ朝日系列テレビアニメ『ヒーリングっど♥プリキュア』後期エンディングテーマ
2. Let's手と手でキュン！
歌：北川理恵・Machico・宮本佳那子
作詞：マイクスギヤマ、作・編曲：KOHTA YAMAMOTO
3. エビバディ☆ヒーリングッデイ！（オリジナル・メロディー入り・カラオケ／オリジナル・カラオケ）
CD+DVD盤はオリジナル・メロディー入り・カラオケ、通常盤はオリジナル・カラオケという仕様になっている。
4. Let's手と手でキュン！（オリジナル・メロディー入り・カラオケ／オリジナル・カラオケ）
CD+DVD盤はオリジナル・メロディー入り・カラオケ、通常盤はオリジナル・カラオケという仕様になっている。

### DVD（CD+DVD盤のみ同梱）
1. オープニング「ヒーリングっど♥プリキュア Touch!!」後期版ノンテロップ映像
2. 後期エンディング「エビバディ☆ヒーリングッデイ！」ノンテロップ映像
3. 後期エンディング「エビバディ☆ヒーリングッデイ！」ダンスレッスン映像